# Vampire Academy (serie de televisión)
Vampire Academy es una serie de televisión web de fantasía y horror estadounidense basada en la saga de novelas del mismo nombre de Richelle Mead. Está desarrollada por Julie Plec y 
Marguerite MacIntyre, transmitida por Peacock y producida por Universal Televisión. Está protagonizada por Sisi Stringer, Daniela Nieves, Kieron Moore y André Dae Kim, junto con un reparto coral.
Es la segunda adaptación de la saga de novelas, luego de la película de 2014, y funciona como un reinicio. A diferencia de la película, no está adaptada en una novela particular de la saga, sino que toma insipiraciones y elementos de los seis libros para crear una historia diferente. La serie se ordenó en mayo de 2021, y más tarde fueron anunciados los miembros del reparto. El rodaje se llevó a cabo en España y Portugal. 
La serie presenta personajes de los libros y versiones reimaginadas de otros. Se desarrolla en torno a Rose Hathaway, quien es una dhampiro en entrenamiento, y Lissa Dragomir, una princesa Moroi, y sigue sus vidas y aventuras en el internado St Vladimir's Academy.
Se estrenó el 15 de septiembre de 2022 y recibió reseñas generalmente positivas. En enero de 2023, la serie se canceló luego de una temporada.

## Reparto

### Principales
- Sisi Stringer como Rose Hathaway
- Daniela Nieves como Lissa Dragomir
- Kieron Moore como Dimitri Belikov
- André Dae Kim como Christian Ozera
- Anita-Joy Uwajeh como Tatiana Vogel
- Mia McKenna-Bruce como Mia Karp
- Jonetta Kaiser como Sonya Karp
- Andrew Liner como Mason Ashford
- Rhian Blundell como Meredith Beckham
- J. August Richards como Victor Dashkov

### Secundarios
- Pik-Sen Lim como Reina Marina
- Jason Diaz como Andre Dragomir
- Max Parker como Mikhail Tanner
- Jennifer Kirby como Alberta Casey
- Joseph Ollman como Jesse Zeklos
- Yael Belicha como Marie Carter
- Amanda Drew como Diane
- Angela Wynter como Irene Vogel
- Craig Stevenson como Dane Zeklos
- Adam Quintero como Peter Tarus
- Blake Patrick Anderson como Eddie Castile
- Louisa Connolly-Burnham como Silver
- Cornelius Macarthy como Robert Karp

## Producción

### Desarrollo
En 2010, Preger Entertainment adquirió los derechos cinematográficos de la saga Vampire Academy. La película, basada en el primer libro, se estrenó en Estados Unidos en febrero de 2014 y fue un fracaso de taquilla. Posteriormente, Preger Entertainment lanzó una campaña en Indiegogo para financiar la producción para una secuela basada en la segunda novela, Sangre fría. Sin embargo, la campaña no logró su objetivo y el proyecto finalmente se canceló.
En marzo de 2015, Julie Plec expresó en Twitter su deseo de adaptar los libros a una serie de televisión. En mayo de 2021, Peacock dio luz verde a Vampire Academy con Pleck y Marguerite MacIntyre como showrunners, y directoras ejecutivas junto con Emily Cummins y Jillian DeFrehn, como parte de un acuerdo de Plec en Universal Televisión. Don Murphy, Susan Montford, y Deepak Naya, quienes produjeron la película de 2014, también se unieron como directores ejecutivos.
El 20 de enero de 2023, Peacock canceló la serie luego de una temporada. Aunque inicialmente Plec anunció que se quería vender la serie a otras plataformas, en abril de 2023 informó que los contratos de los actores habían expirado.

### Casting
En agosto de 2021, se estableció el elenco principal de la serie. En agosto de 2022, Angela Wynter, Lorna Brown, Louisa Connolly-Burnham, Cornelius Macarthy, Jason Diaz, Jennifer Kirby, Joseph Ollman y Pik-Sen Lim fueron escogidos para roles recurrentes.

### Rodaje
El rodaje inició en España en septiembre de 2021, y se filmó en lugares como Pamplona, Olite, Viana y Zaragoza, según reveló Bille Woodruff, quien dirigió el episodio piloto. También se rodó en Portugal.

## Recepción
El sitio web de agregador de reseñas Rotten Tomatoes informó un índice de aprobación del 77% y una calificación promedio de 7.47/10, según trece reseñas. En Metacritic se le asignó una puntuación de 59 sobre 100 basado en siete reseñas, indicando «críticas mixtas».